# Malasada

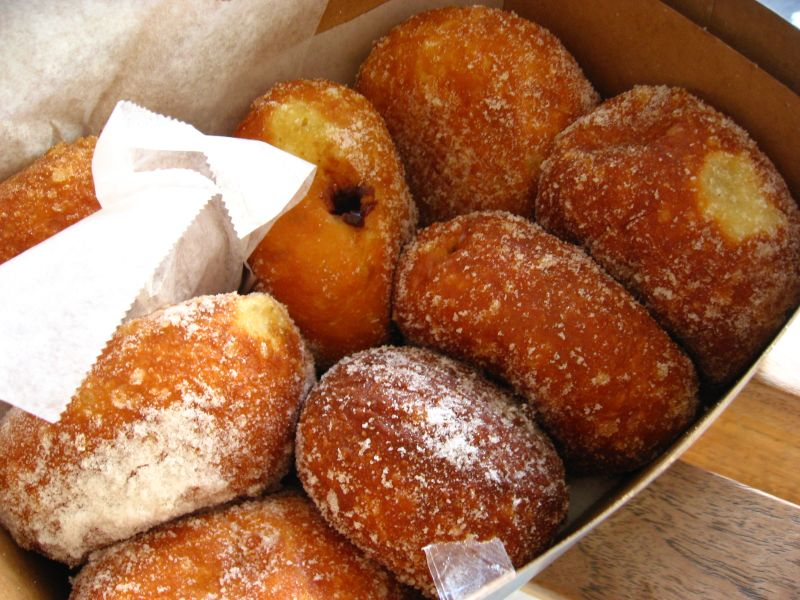
Malasadas de crema, chocolate, haupia y guava.

Una malasada (o malassada) es una especie de dónut originario de la cocina portuguesa. La primera vez que fue realizado este dulce fue en la Madeira o las Azores. Se hizo popular también en los Estados Unidos, especialmente en ciudades como New Bedford (Massachusetts) y en estados como Hawái, lugares donde hay una población bastante grande de descendientes de inmigrantes portugueses.

## Características
Las malasadas se hacen con una masa en forma de bolas (no mayores que un huevo) a la que se le añade levadura y posteriormente se fríen en aceite y se recubren de azúcar, estos bollos no contienen rellenos, aunque algunas variedades se rellenan en la actualidad con cremas. De forma tradicional antiguamente se hacían las malasadas con tocino y azúcar que se guardaban en la despensa de casa, de forma tradicional, debido a que el uso de estos ingredientes se prohibía durante la Cuaresma. Este tipo de bollos aparece y se comercializa durante las celebraciones del Martes de Carnaval, el martes antes del Miércoles de Ceniza.
Las malasadas son muy populares en Hawái, adonde los trabajadores portugueses procedentes de las Azores, llegados a las plantaciones hawaianas a partir de 1878, trajeron sus platos típicos. En la actualidad muchas de las panaderías de las islas se especializan en la elaboración de sus propias malasadas, una de las más renombradas es la "Leonard's Bakery and Champion Malasadas" en Honolulu. Cada año en febrero la escuela Punahou de Honolulu celebrar un carnaval, en el que las malasadas son muy habituales. Las malasadas también son populares en  Cape Cod, Massachusetts, donde son denominadas "flippers".

## Costumbres
El Martes de Carnaval (en francés "Mardi Gras" o en inglés "Fat Tuesday"), el día antes de la Cuaresma, se suele conocer como Malasada Day (día de la malasada) en Hawái. Los inmigrantes portugueses, que en su mayoría son católicos, antes de esos días elaboran grandes cantidades de malasadas y las comparten con los amigos y visitantes, así como con otros grupos étnicos. Esto favoreció la popularización de las malasadas en Hawái.